# Песни далёкой Земли
«Песни далёкой Земли» — фантастическая повесть Артура Кларка, опубликованная в 1958 году. На её основе Артур Кларк в 1986 году написал одноимённый роман.

## Сюжет повести 1958 года
На Талассу — водный мир с одним единственным большим островом в безбрежном океане, столетия назад заселённый потомками колонистов с Земли, с кратким визитом прибывает космический корабль «Магеллан» с планеты-прародительницы.
Девушка Лора узнала об этом, увидев спускаемый аппарат с землянами — первый за триста лет. Увидев землянина-астронавта Леона, вышедшего одним из последних, она влюбилась в него с первого взгляда. И чувство это было не совсем безответным.
Талассианцы узнали, что было причиной визита. У земного корабля, стремящегося к другим звёздам с околосветовой скоростью, ударом метеорита был разрушен экран, защищавший звездолёт от космических частиц. И теперь земляне должны его восстановить, чтобы иметь возможность достичь своей новой звезды, к которой они летели уже сто четыре года, и до которой оставалось лететь ещё двести лет.
Между Лорой и Леоном возник короткий роман, пока земляне целеустремлённо восстанавливали свой защитный экран. Когда работа была завершена, земляне оставили талассианцам записи с богатым наследием Земли, накопленным за прошедшие столетия. Но самым большим богатством стала музыка, песни далёкой Земли — медленный звон громадных колоколов, поднимающийся, подобно невидимому дыму, над шпилями древних соборов; звучащее на забытых языках монотонное пение упрямых лодочников, гребущих домой на закате против приливной волны; песни воинов, идущих на последнюю битву; приглушенный ропот десятков миллионов голосов в просыпающихся на заре больших городах; холодный танец северного сияния над бесконечными морями льда; рёв могучих двигателей, уносящихся к звездам — погребальная песня любви к родине, затерянной в сотне световых лет, которую ни астронавты, ни талассианцы никогда не увидят, но которая всегда будет в их сердце.
Работа землян была завершена — из воды, взятой на Талассе, был сооружён ледяной экран, занявший место перед космическим кораблём.
Лоре и Леону не суждено было быть вместе — во время короткой экскурсии по «Магеллану» Леон показал Лоре свою беременную жену, находящуюся в анабиозе — жестокая правда, причинившая боль Лоре.
Сверкнув вспышкой двигателя, «Магеллан» отправился в глубины космоса, унося с собой любовь Лоры, и она уже не сможет больше спокойно смотреть на звёзды.

## Сюжет романа 1986 года
Спустя 28 лет Кларк вновь обратился к сюжету «Песен далекой Земли» и написал новую версию повести, радикально переработав сюжет и характеры героев, большинству из которых он изменил имена. Второй вариант «Песен» был издан в США и Великобритании в 1986 году. Позднее Кларк во многих интервью говорил, что эта повесть — его самое любимое и удачное произведение.
В XXXVII веке нашей эры Солнце превращается в новую и уничтожает Землю. Человечество успевает подготовиться к этому событию и на протяжении нескольких столетий отправляет в другие звёздные системы автоматические корабли с человеческим генетическим материалом, из которого потом будут выращены первые колонисты. За столетие до катастрофы учёные изобретают квантовый двигатель, что позволяет снарядить космический корабль «Магеллан» с живыми пассажирами, погружёнными в анабиоз, для колонизации далёкой планеты Саган-2. По пути «Магеллан» останавливается на планете Таласса, которая много столетий назад была заселена с помощью автоматического корабля с Земли. Жители Талассы давно потеряли связь с планетой-прародительницей. Они представляют собой генетически совершенных людей, живущих в гармонии с природой. Талассианцы не знают, что такое религия и моногамия. Пассажиры «Магеллана» очень скоро попадают под очарование планеты и размеренного и безмятежного образа жизни её обитателей. Между местной жительницей Мириссой и землянином Лореном завязывается роман. Брант — парень Мириссы — спокойно наблюдает за происходящим, так как полигамные отношения являются нормой на Талассе.
Но маленькая планета не может стать домом для всех землян. Командир корабля принимает волевое решение, и «Магеллан» отправляется дальше в путь. На прощание земляне оставляют талассианцам информацию о культурном наследии Земли и знакомят их с такими понятиями, как религия и мораль. Мирисса носит ребёнка Лорена. Брант спокойно принимает этот факт и клянётся, что вырастит этого ребёнка как родного. В эпилоге романа действие разворачивается 300 лет спустя на планете Саган-2, заселённой пассажирами «Магеллана». Проснувшись после анабиоза, Лорен знает, что его ожидает архив сообщений с Талассы, содержащих хронику жизни Мириссы и его сына. Но сами они к тому времени уже три сотни лет как мертвы.

## Музыкальная адаптация
Майк Олдфилд, вдохновлённый произведениями Артура Кларка, в 1994 году выпустил инструментальный альбом «The Songs of Distant Earth».

## Издания повести и романа на русском языке
- «Остров дельфинов», Гидрометеоиздат, 1967 г. (две повести А. Кларка в сборнике, тираж: 255000 экз.)
- «Остров дельфинов», Морская библиотека, 1978 г. (три повести А. Кларка в сборнике, тираж: 230000 экз.)
- «Остров Дельфинов», Гидрометеоиздат, 1991 г. (две повести А. Кларка в сборнике, тираж: 550000 экз.)
- «Звездные короли», 1991 г. (Антология произведений американских фантастов, тираж: 100000 экз.)
- А. Кларк, «По ту сторону неба», Серия: Миры Артура Кларка, 1998 г. (Антология произведений А. Кларка, тираж: 7000 экз.)
- А. Кларк, «Солнечный ветер», Серия: Шедевры фантастики, 2002 г. (Антология произведений А. Кларка, тираж: 10100 экз.)
- А. Кларк, «Колыбель на орбите», Серия: Весь Кларк, 2010 г. (вторая половина авторского сборника, тираж: 3000 экз.)
- Артур Кларк. Песни далекой Земли. — М.: Эксмо, 2011. — 608 с. — (Весь Кларк). — 3000 экз. — ISBN 978-5-699-48934-3.